# Finales NBA 1964
Navigation
Finales 1963 Finales 1965
Les finales NBA 1964 sont la dernière série de matchs de la saison 1963-1964 de la NBA et la conclusion des séries éliminatoires (playoffs) de la saison. Le champion de la division Est, les Celtics de Boston rencontrent le champion de la division Ouest les  Warriors de San Francisco.
Les Celtics sont la première (et la seule à ce jour) franchise à remporter six titres NBA consécutifs.
Lors de ces finales les Celtics jouent avec huit joueurs (sur une équipe de douze) futurs membres du Hall of Fame : Bill Russell, Tom Heinsohn, Sam Jones, Frank Ramsey, K.C. Jones, Tom Sanders, Clyde Lovellette et John Havlicek ainsi que l'entraîneur Red Auerbach.

## Avant les finales

### Celtics de Boston
Lors de la saison régulière les Celtics de Boston ont terminé la saison champion de la division Est avec un bilan de 59 victoires pour 21 défaites (meilleur bilan des 9 équipes de la ligue).
Les Celtics, se sont qualifiés en battant en finales de division les Royals de Cincinnati quatre victoires à une.

### Warriors de San Francisco
Lors de la saison régulière les Warriors ont terminé la saison champion de la division Ouest avec un bilan de 48 victoires pour 32 défaites.
Les Warriors se sont qualifiés en battant en finales de division les Hawks de Saint-Louis quatre victoires à trois.

### Parcours comparés vers les finales NBA
| Champion de division | Qualifié pour les playoffs | Éliminé des playoffs |

| Franchise             | V  | D  | PCT    | R  | Dom   | Ext   | N    | Div   |
| --------------------- | -- | -- | ------ | -- | ----- | ----- | ---- | ----- |
| Celtics de Boston     | 59 | 21 | 73,8 % | –  | 26–4  | 21–17 | 12–0 | 25–11 |
| Royals de Cincinnati  | 55 | 25 | 68,8 % | 4  | 26–7  | 18–18 | 11–0 | 27–9  |
| 76ers de Philadelphie | 34 | 46 | 42,5 % | 25 | 18–12 | 12–22 | 4–12 | 13–23 |
| Knicks de New York    | 22 | 58 | 27,5 % | 37 | 10–25 | 8–27  | 4–6  | 7–29  |

| Franchise                 | V  | D  | PCT    | R  | Dom   | Ext   | N    | Div   |
| ------------------------- | -- | -- | ------ | -- | ----- | ----- | ---- | ----- |
| Warriors de San Francisco | 48 | 32 | 60,0 % | –  | 25–14 | 21–15 | 2–3  | 29–17 |
| Hawks de Saint-Louis      | 46 | 34 | 57,5 % | 2  | 27–12 | 17–19 | 2–3  | 30–16 |
| Lakers de Los Angeles     | 42 | 38 | 52,5 % | 6  | 24–12 | 15–21 | 3–5  | 24–22 |
| Bullets de Baltimore      | 31 | 49 | .388   | 17 | 20–19 | 8–21  | 3–9  | 16–24 |
| Pistons de Détroit        | 23 | 57 | 28,8 % | 25 | 9–21  | 6–25  | 8–11 | 13–33 |

### Face à face en saison régulière

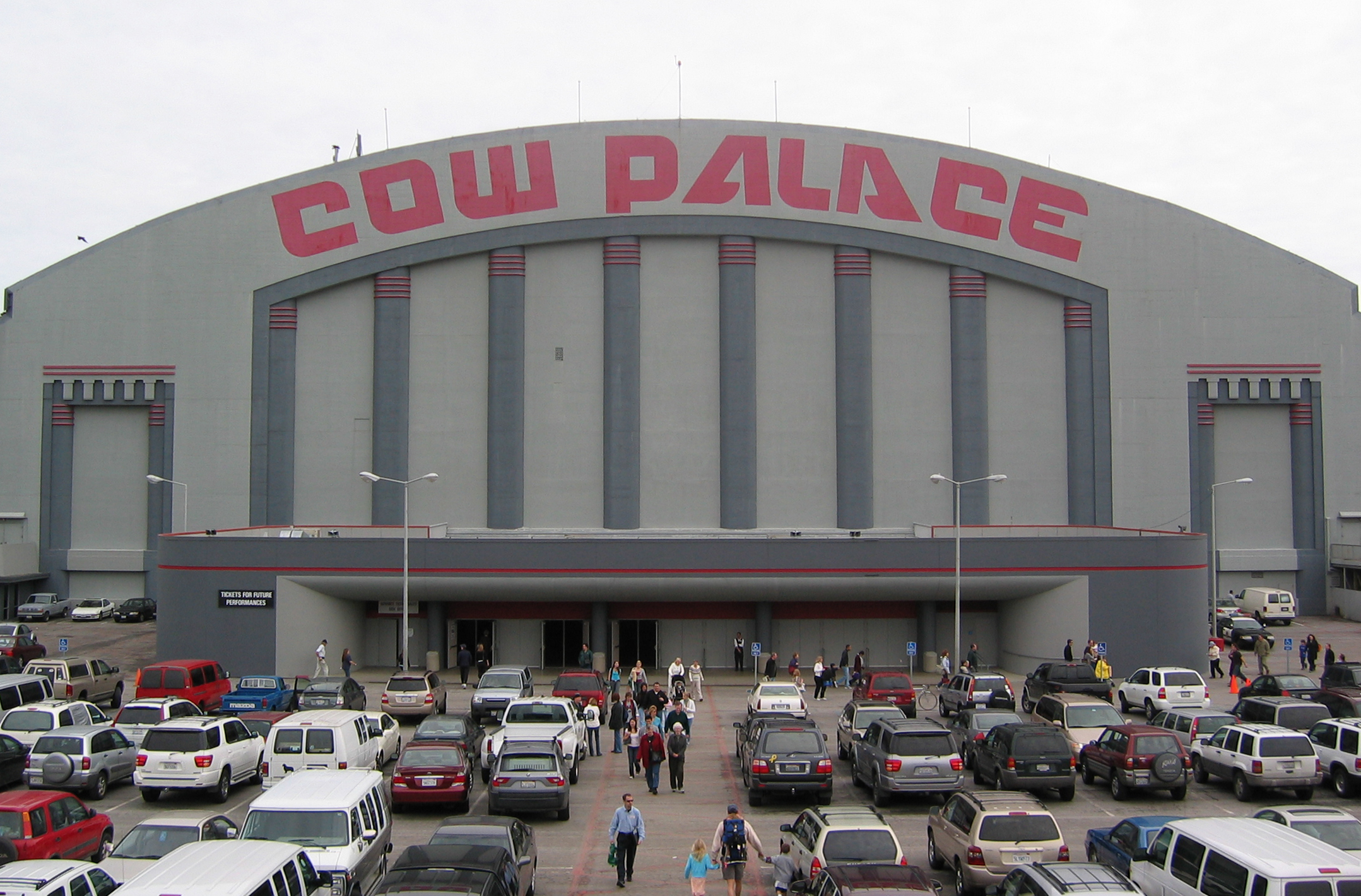
Cow Palace à San Francisco

Les Celtics et les Warriors se sont rencontrés 8 fois pour un bilan de 5 victoires à 3 en faveur des Celtics.
| Match | Date             | équipe à domicile         | Score   | équipe à l'extérieur      |
| ----- | ---------------- | ------------------------- | ------- | ------------------------- |
| 1     | 30 novembre 1963 | Celtics de Boston         | 109-96  | Warriors de San Francisco |
| 2     | 3 janvier 1964   | Warriors de San Francisco | 101-111 | Celtics de Boston         |
| 3     | 7 janvier 1964   | Warriors de San Francisco | 92-89   | Celtics de Boston         |
| 4     | 19 janvier 1964  | Celtics de Boston         | 108-105 | Warriors de San Francisco |
| 5     | 29 janvier 1964  | Celtics de Boston         | 92-100  | Warriors de San Francisco |
| 6     | 13 février 1964  | Warriors de San Francisco | 106-95  | Celtics de Boston         |
| 7     | 15 février 1964  | Warriors de San Francisco | 87-96   | Celtics de Boston         |
| 8     | 28 février 1964  | Celtics de Boston         | 107-92  | Warriors de San Francisco |

## Formule

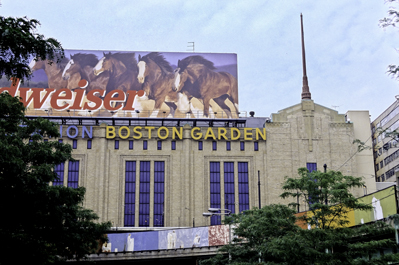
Le Boston Garden

Pour les séries finales la franchise gagnante est la première à remporter quatre victoires, soit un minimum de quatre matchs et un maximum de sept. Les rencontres se déroulent dans l'ordre suivant :
| Match | Recevant       | Match | Recevant       | Match | Recevant        | Match | Recevant        |
| ----- | -------------- | ----- | -------------- | ----- | --------------- | ----- | --------------- |
| 1     | Meilleur bilan | 2     | Meilleur bilan | 3     | Moins bon bilan | 4     | Moins bon bilan |

| Match | Recevant       | Match | Recevant        | Match | Recevant       |
| ----- | -------------- | ----- | --------------- | ----- | -------------- |
| 5     | Meilleur bilan | 6     | Moins bon bilan | 7     | Meilleur bilan |

Les Celtics ont l'avantage du terrain lors de la finale, car ils ont un meilleur bilan en saison régulière (59-21 contre 48-32).

## Les finales

### Match 1
| 18 avril 1964 | Rapport | Warriors de San Francisco 96, Celtics de Boston 108 | Warriors de San Francisco 96, Celtics de Boston 108 | Warriors de San Francisco 96, Celtics de Boston 108 |  | Boston Garden, Boston Affluence : 13 909 |
| 18 avril 1964 | Rapport | Score par quart-temps : 24-25, 15-32, 25-22, 22-29  |                                                     |                                                     |  | Boston Garden, Boston Affluence : 13 909 |
| 18 avril 1964 | Rapport | Wilt Chamberlain 33                                 | Points                                              | Jones, Havlicek 28                                  |  | Boston Garden, Boston Affluence : 13 909 |
| 18 avril 1964 | Rapport | Boston mène la série 1 à 0                          |                                                     |                                                     |  | Boston Garden, Boston Affluence : 13 909 |

### Match 2
| 20 avril 1964 | Rapport | Warriors de San Francisco 101, Celtics de Boston 124 | Warriors de San Francisco 101, Celtics de Boston 124 | Warriors de San Francisco 101, Celtics de Boston 124 |  | Boston Garden, Boston Affluence : 13 909 |
| 20 avril 1964 | Rapport | Score par quart-temps : 22-31, 21-31, 25-36, 33-26   |                                                      |                                                      |  | Boston Garden, Boston Affluence : 13 909 |
| 20 avril 1964 | Rapport | Wilt Chamberlain 32                                  | Points                                               | Sam Jones 31                                         |  | Boston Garden, Boston Affluence : 13 909 |
| 20 avril 1964 | Rapport | Boston mène la série 2 à 0                           |                                                      |                                                      |  | Boston Garden, Boston Affluence : 13 909 |

### Match 3
| 22 avril 1964 | Rapport | Celtics de Boston 91, Warriors de San Francisco 115 | Celtics de Boston 91, Warriors de San Francisco 115 | Celtics de Boston 91, Warriors de San Francisco 115 |  | Cow Palace, San Francisco Affluence : 10 981 |
| 22 avril 1964 | Rapport | Score par quart-temps : 21-40, 22-27, 21-23, 27-25  |                                                     |                                                     |  | Cow Palace, San Francisco Affluence : 10 981 |
| 22 avril 1964 | Rapport | John Havlicek 22                                    | Points                                              | Wilt Chamberlain 35                                 |  | Cow Palace, San Francisco Affluence : 10 981 |
| 22 avril 1964 | Rapport | Boston mène la série 2 à 1                          |                                                     |                                                     |  | Cow Palace, San Francisco Affluence : 10 981 |

### Match 4
| 24 avril 1964 | Rapport | Celtics de Boston 98, Warriors de San Francisco 95 | Celtics de Boston 98, Warriors de San Francisco 95 | Celtics de Boston 98, Warriors de San Francisco 95 |  | Cow Palace, San Francisco Affluence : 14 862 |
| 24 avril 1964 | Rapport | Score par quart-temps : 17-24, 23-20, 36-20, 22-31 |                                                    |                                                    |  | Cow Palace, San Francisco Affluence : 14 862 |
| 24 avril 1964 | Rapport | Tom Heinsohn 25                                    | Points                                             | Wilt Chamberlain 27                                |  | Cow Palace, San Francisco Affluence : 14 862 |
| 24 avril 1964 | Rapport | Boston mène la série 3 à 1                         |                                                    |                                                    |  | Cow Palace, San Francisco Affluence : 14 862 |

### Match 5
| 26 avril 1964 | Rapport | Warriors de San Francisco 99, Celtics de Boston 105      | Warriors de San Francisco 99, Celtics de Boston 105 | Warriors de San Francisco 99, Celtics de Boston 105 |  | Boston Garden, Boston Affluence : 13 909 |
| 26 avril 1964 | Rapport | Score par quart-temps : 24-22, 17-23, 30-29, 28-31       |                                                     |                                                     |  | Boston Garden, Boston Affluence : 13 909 |
| 26 avril 1964 | Rapport | Wilt Chamberlain 30                                      | Points                                              | Sam Jones, Frank Ramsey 18                          |  | Boston Garden, Boston Affluence : 13 909 |
| 26 avril 1964 | Rapport | Boston gagne la série 4 à 1 et devient champion NBA 1964 |                                                     |                                                     |  | Boston Garden, Boston Affluence : 13 909 |

## Équipes
| Effectif des Celtics de Boston - Champions NBA 1963-1964 |
| --- |
| 4 Clyde Lovellette • 6 Bill Russell • 12 Willie Naulls • 15 Tom Heinsohn • 16 Satch Sanders • 17 John Havlicek• 18 Jim Loscutoff • 20 Larry Siegfried • 21 Johnny McCarthy • 23 Frank Ramsey • 24 Sam Jones • 25 K.C. Jones Entraîneur : Red Auerbach |

| Effectif des Warriors de San Francisco - Champions de la Division Ouest |
| --- |
| 5 Guy Rodgers • 7 Gary Phillips • 9 George Lee • 12 Gary Hill • 13 Wilt Chamberlain • 14 Tom Meschery • 16 Al Attles • 17 Kenny Sears • 42 Nate Thurmond • 55 Wayne Hightower Entraîneur : Alex Hannum |